# Nikola Emma Ryšavá
Nikola Emma Ryšavá (* 1990, Praha) je současná česká umělkyně a sochařka. Své práce představila v rámci výstav nejen v České republice, ale i v zahraničí.
Od mládí ji přitahovaly různé formy výtvarného umění, což vedlo k volbě její profesní dráhy. Po studiu keramiky a designu dřevěných hraček pokračovala ve studiu sochařství na Akademii výtvarných umění v Praze v letech 2013–2019, kde pracovala pod vedením Lukáše Rittsteina. Její sochařská tvorba se často soustředí na imaginární, antropomorfní postavy, které mohou být groteskní, emotivní nebo strašidelné. Inspiraci čerpá z literatury, svého vnitřního světa a zájmu o psychoanalýzu.
Vystavovala v České republice, Itálii, Německu, Portugalsku, Polsku a Austrálii.